# Ronald McDonald
Ronald McDonald er en maskot som blev skabt i 1963 for at gøre reklame for McDonalds. Afbildet som en venligsindet klovn som bor sammen med en mængde hamburger-relaterede væsner har han været været god til at sælge selskabets produkter, især Happy Meal sammen med flere andre maskotter som Grimace, Hamburglar, Birdie the Early Bird, og The Fry Kids.
Ifølge den amerikanske bog Fast Food Nation kender 96% af det amerikanske børn maskotten. Kun julenissen kunne flere børn genkende.

## Ronald i verden
Mange McDonald's-restauranter har statuer af klovnen i menneskelig størrelse, som oftest stående i entréen for at ønske besøgende velkommen eller siddende på en bænk, sådan at et barn kan sidde ved siden af ham eller på hans skød.
Der findes personer i kostume, som optræder som Ronald på sygehuse og lignende. Man har også sponsoreret Ronald McDonald-huse, hvor forældre kan overnatte, mens deres børn modtager behandling på et nærliggende hospital. I tv-reklamerne bor han i et fiktivt land ved navn McDonaldland, som dog er udfaset gennem årene.
I nogle lande i Asien har han andre navne end Ronald McDonald. I Japan hedder han f.eks. Donald McDonald, fordi japanerne har svært ved at udtale r'et i Ronald. I Kina bliver han kaldt McDonald Suksuk, som betyder noget i retning af Onkel McDonald.
Ronald Mcdonald er ikke længere så fremtrædende i Danmark. Tidligere sås han på reklamer og sodavand og måske som statue, men nu ses han sjældent.[kilde mangler]